# 芬蘭廣播公司薩米電台
芬蘭廣播公司薩米電台是芬蘭廣播公司一條以薩米語廣播的地區性電台頻道，其服務對象主要為居住於芬蘭北部的薩米人。這條頻道的廣播範圍集中在該國拉普蘭區北部，並於伊納里、烏茨約基和卡雷苏万托設有記者站。

## 工作時間
電台每週5天在工作日播出。
周一、週二、週三：07:00-11:00、14:00-18:30

週四、週五：07:00-11:00、14:00-20:30